# مارسلو لاما
مارسلو لاما (انگلیسی: Marcelo Lamas؛ زادهٔ ۲۸ فوریهٔ ۱۹۸۶) بازیکن فوتبال است.